# مایک هکنال
مایک هکنال (انگلیسی: Mick Hucknall؛ زادهٔ ۸ ژوئن ۱۹۶۰) خواننده اهل بریتانیا است. وی از سال ۱۹۷۹ میلادی تاکنون مشغول فعالیت بوده‌است.